# Moro (Sekaran)
Moro is een bestuurslaag in het regentschap Lamongan van de provincie Oost-Java, Indonesië. Moro telt 396 inwoners (volkstelling 2010).